# Vanessa Walder
Vanessa Walder (* 15. Juni 1978 in Heidelberg) ist eine österreichische Buch- und Drehbuch-Autorin.

## Leben und Wirken
Vanessa Walder wurde im Sommer 1978 in Heidelberg geboren. Doch noch vor ihrer Einschulung zog die Familie zurück nach Österreich.
1996 legte Walder die Matura ab und studierte danach Rechtswissenschaften an der Universität Wien. Um die Miete bezahlen zu können, arbeitete sie nebenbei als freie Journalistin und verkaufte erste Kurzgeschichten an ein Magazin.
Walder wurde schließlich Redakteurin und dann Chef vom Dienst eines Jugendmagazins und arbeitete für Publikationen des Österreichischen Buchklubs der Jugend und des Österreichischen Roten Kreuz. 2001 erschien der erste von sechzehn Bänden der Serie „sisters“ unter dem Pseudonym C.B. Lessmann. Es folgten weitere Serien in Kooperation mit anderen Autoren wie Christian Bieniek und Marlene Jablonski. Beim Schneiderverlag erschienen sechs Bände der Serie „Ein Pferd für alle Fälle“, bei Ueberreuter sechs Bände der Krimiserie „Zwei echte Profis“ und bei S. Fischer sechs Bände der Serie „Das Insel-Internat“. Die Serie "Leas Liebes GmbH" von Christian Bieniek und Vanessa Walder im Arena-Verlag endete nach fünf Bänden durch den plötzlichen Tod des beliebten Schriftstellers. Walder schrieb aber von Anfang auch solo Kinderbücher und -serien wie "Liebesprotokolle" bei Random House cbj oder „Marlas verflixte Fälle“ bei Ravensburger.
2008 fing Vanessa Walder an, zusammen mit Produzentin Uschi Reich das Buch „Hier kommt Lola!“ der Autorin Isabel Abedi als Drehbuch fürs Kinos zu adaptieren. Daraus machte Regisseurin Franziska Buch 2010 einen Film, der auch international zahlreiche Preise erhielt. Die nächsten Jahre arbeitete Walder mit Producers At Work an einer Verfilmung der Reihe „Conni & Co“ aus dem Carlsen-Verlag, die schließlich 2016 mit Emma Schweiger in der Hauptrolle in die Kinos kam. Das Sequel erschien 2017 unter der Regie von Til Schweiger. Danach arbeitete Walder für Ulysses Films am Drehbuch zum Animationsfilm "Bayala", basierend auf den Figuren des Spielwarenherstellers Schleich, der 2019 weltweit in den Kinos lief. Im Anschluss schrieb sie erneut ein Drehbuch mit Til Schweiger: Lieber Kurt nach einem Roman von Sarah Kuttner, der unter der Regie von Til Schweiger 2022 ins Kino kam. Zur selben Zeit entdeckte Walder die Graphic Novel Heartstopper von Alice Oceman im Internet, nahm Kontakt mit der Autorin auf und übersetzte die Liebesgeschichte um Nick und Charlie ins Deutsche. Die Serie wurde bald darauf auch von Netflix entdeckt und verfilmt und die Bücher wurden – ebenso wie der von Walder übersetzte Oseman-Roman „Loveless“ - Bestseller. Walder übersetzt auch weiterhin Bücher, die ihr am Herzen liegen, ins Deutsche. Darunter die von Autoren wie Ahmed Zappa, Tegan + Sara Quin, Narinder Dhami oder Katherine Paterson.
In den letzten Jahren erschienen vor allem beim Loewe Verlag ihre Kinderbuch-Trilogien „Der Zauberfluch des Elfenkönigs“, „Das wilde Mäh“, „Die Unausstehlichen & ich“, sowie die Reihe „Das geheime Leben der Tiere“ sowie „Bobby & Boss“ im Carlsen-Verlag. Mehrere ihrer Bücher standen auf der Spiegel-Bestsellerliste, viele erhielten Nominierungen und Preise. In den letzten zwanzig Jahren hat Vanessa Walder zum Teil 250 Lesungen im Jahr gemacht und dabei tausenden Kindern in Deutschland, Österreich, der Schweiz, Italien, Dänemark und sogar in den Vereinigten Arabischen Emiraten vorgelesen.
2025 erscheinen ihre Titel „Flora Magica – Das Geheimnis der Nachtschatten“, „Die Tierfeuerwehr – Ein Waschbär greift ein“ und „Die Abenteuer der weißen Wölfin“. Im Herbst folgen „Flora Magica – Die Gabe der bösen Kräuter“, „Die Tierfeuerwehr – Eine klitschnasse Rettungsaktion“ und die neue Kinderserie „Nightmore – Das gruseligste Internat der Welt“. Vanessa Walder lebt seit 2008 in Berlin.
Sie ist Mitglied bei den Spreeautoren, Mitbegründerin der Donauautoren, Mitglied der Deutschen Filmakademie, des Phantastik-Autorennetzwerks PAN und des Österreichischen Schriftsteller/Innenverbands.

## Preise und Nominierungen
- 2010: 1. Preis beim 27. Internationalen Kinderfilm Festival von Chicago, Kategorie: Publikumspreis[13] für HIER KOMMT LOLA!
- 2010: 1. Platz Kategorie: Bester Film + 1. Platz Kategorie: Publikumspreis, Hauptpreis Kinderfilmfestival Giffoni für HIER KOMMT LOLA![14]
- 2010: 1. Platz beim Kinder-Medien-Preis Weißer Elefant, Kategorie: Herausragende Kinder- und Jugendmedienproduktion[15] für HIER KOMMT LOLA!
- 2010: Filmfestival Lünen: Jurypreis Bester Kinderfilm für HIER KOMMT LOLA!
- 2010: Nominierung Goldener Spatz Nominierung, Kategorie: Bester Kinderfilm für HIER KOMMT LOLA![16]
- 2019: 1. Platz September 2019, hr2-Hörbuchbestenliste Kinder- und Jugendhörbuch für Die Unausstehlichen & ich - Das Leben ist ein Rechenfehler[17]
- 2021: Young Adult Book Prize 2021, Loveless (Loewe Verlag, Alice Oseman, Vanessa Walder)[18][19][20]
- 2022: Shortlist Buxtehuder Bulle 2022, Loveless (Loewe Verlag, Alice Oseman, Vanessa Walder)[21][22][23]
- 2023: 3. Platz bei der 36. Kalbacher Klapperschlange[24] für Die weiße Wölfin.
- 2023: Nominierung Kinderbuch des Jahres 2023 Kinderbuchcouch für Die Stadt der Füchse[25]

## Bibliographie

### Erstlesebücher
- Das kunterbunte Nilpferd: Abenteuer im Geisterwald. Schneider Verlag, 2002, ISBN 978-3-505-11728-2
- Lesekönig: Geisterjäger kennen keine Furcht!. Loewe Verlag, 2003. ISBN 978-3-7855-4799-1
- Lesekönig: Geisterjäger fluchen nicht!. Loewe Verlag, 2004, ISBN 978-3-7855-5167-7
- Lesekönig: Die ganz geheime Freundin. Loewe Verlag, 2004, ISBN 978-3-7855-5168-4
- Leselöwen: Piratengeschichten. Loewe Verlag, 2003, ISBN 978-3-7855-4783-0
- Leselöwen: Ballettgeschichten. Loewe Verlag, 2003, ISBN 978-3-7855-4784-7
- Leselöwen: E-Mail-Geschichten. Loewe Verlag, 2004, ISBN 978-3-7855-4953-7
- Leselöwen: Mitternachtsgeschichten. Loewe Verlag, 2004, ISBN 978-3-7855-4954-4
- Leselöwen: Geschichten von Piraten und Schatzsuchern (mit Klaus-Peter Wolf). Loewe Verlag, 2005. ISBN 978-3-7855-5522-4
- Lesepiraten: Mammutgeschichten. Mit Illustrationen von Heribert Schulmeyer. Loewe Verlag, 2010. ISBN 978-3-7855-6566-7
- Leserabe: Feengeschichten. Ravensburger Verlag, 2012, ISBN 978-3-473-38083-1
- Leserabe: Zauberhafte Geschichten von Feen und Prinzessinnen. Ravensburger Verlag, 2012, ISBN 978-3-473-36292-9
- Zauberhafte Geschichten für Erstleser. Ravensburger Verlag 2012, ISBN 978-3-473-36292-9
- Lesepiraten – Gänsehautgeschichten. Loewe Verlag, 2014, ISBN 978-3-7855-8120-9
- Leselöwen, Adventsgeschichten. Loewe Verlag 2023, ISBN 978-3-7432-1604-4
- Leselöwen, Wie zähmt man einen Drachen?. Loewe Verlag 2024, ISBN 978-3-7432-1438-5
- Leselöwen, Das Geheimnis des Feenstaubs. Loewe Verlag 2024, ISBN 978-3-7432-1635-8
- Leselöwen, Adventsgeschichten Drachen. Loewe Verlag 2024, ISBN 978-3-7432-1777-5
- Leseraben, Tiergeschichten. Mildenberger Verlag 2024, ISBN 978-3-619-14641-3
- Leselöwen, Das Abenteuer der weißen Wölfin. Loewe Verlag 2025, ISBN 978-3-7432-1820-8

### Kinder- und Jugendliteratur
- Leslie, vorher nachher. Arena Verlag, 2002. ISBN 978-3-401-05423-0
- Liebesprotokolle. cbj Verlag, 2005. ISBN 978-3-570-12913-5
- Der Zauberfluch des Elfenkönigs. Loewe Verlag, 2008. ISBN 978-3-7855-5984-0
- Der Feuerflug des Elfenkönigs. Loewe Verlag, 2009. ISBN 978-3-7855-6697-8
- Die Wundernacht des Elfenkönigs. Loewe Verlag, 2010. ISBN 978-3-7855-6700-5
- Marlas verflixte Fälle. Ravensburger Buchverlag, 2010. ISBN 978-3-473-34786-5
- Alle lieben Marla. Ravensburger Buchverlag, 2010. ISBN 978-3-473-36813-6
- Typisch Marla!. Ravensburger Buchverlag, 2011. ISBN 978-3-473-36819-8
- Das wilde Määäh. Loewe Verlag, 2014. ISBN 978-3-7855-7969-5
- Das wilde Määäh und die Monster-Mission. 2015, Loewe Verlag. ISBN 978-3-7855-7970-1
- Das wilde Määäh und die Irgendwo-Insel. 2016, Loewe Verlag. ISBN 978-3-7855-8213-8
- Die Unausstehlichen & ich – Das Leben ist ein Rechenfehler. Loewe Verlag, 2019. ISBN 978-3-8445-3590-7
- Die Unausstehlichen & ich – Freunde halten das Universum zusammen. Loewe 2020, ISBN 978-3-7855-8951-9
- Die Unausstehlichen & ich – Die Welt ist voller Wunder. Loewe 2021, ISBN 978-3-7855-8952-6
- Das geheime Leben der Tiere – Die weiße Wölfin. Loewe 2022, ISBN 978-3-7432-0837-7
- Das geheime Leben der Tiere – König der Bären. Loewe 2022, ISBN 978-3-7432-0838-4
- Das geheime Leben der Tiere – Stadt der Füchse. Loewe 2023, ISBN 978-3-7432-1486-6
- Bobby&Boss – Heimlich beste Freunde. Carlsen 2023, ISBN 978-3-551-69016-6
- Bobby&Boss – Freunde im Anflug. Carlsen 2023, ISBN 978-3-551-69017-3
- Das geheime Leben der Tiere – Revier der Raben. Loewe 2024, ISBN 978-3-7432-1487-3
- Die Tierfeuerwehr – Ein Waschbär greift ein. Loewe 2024, ISBN 978-3-7432-1835-2
- Flora Magica – Das Geheimnis der Nachtschatten. Loewe 2025, ISBN 978-3-7432-1750-8

### Unter dem Pseudonym C.B. Lessmann
- sisters 1: Dicke Freunde, dünne Haut. Loewe Verlag, 2001, ISBN 978-3-7855-4001-5
- sisters 2: Zicken, Zoff und viel Gefühl. Loewe Verlag, 2001, ISBN 978-3-7855-4002-2
- sisters 3: Verliebt, verlobt und ungeküsst. Loewe Verlag, 2001, ISBN 978-3-7855-4003-9
- sisters 4: Katzenjammer auf Wolke sieben. Loewe Verlag, 2001, ISBN 978-3-7855-4004-6
- sisters 5: Popstars, Pleiten, Peinlichkeiten. Loewe Verlag, 2001, ISBN 978-3-7855-4005-3
- sisters 6: Eine für alle, jede für sich. Loewe Verlag, 2001, ISBN 978-3-7855-4006-0
- sisters 7: Lebe wild und küsse sanft. Loewe Verlag, 2001, ISBN 978-3-7855-4007-7
- sisters 8: Herzensflüge, Stolperschritte. Loewe Verlag, 2001, ISBN 978-3-7855-4008-4
- sisters 9: Höllisch verknallt, himmlisch verliebt. Loewe Verlag, 2002, ISBN 978-3-7855-4009-1
- sisters 10: Mitten ins Herz und voll daneben. Loewe Verlag, 2002, ISBN 978-3-7855-4010-7
- sisters 11: Stille Wasser, laute Töne. Loewe Verlag, 2003, ISBN 978-3-7855-4011-4
- sisters 12: Richtig verliebt, falsch verbunden. Loewe Verlag, 2003, ISBN 978-3-7855-4012-1
- sisters 13: Kleine Sünden, große Träume. Loewe Verlag, 2004, ISBN 978-3-7855-4013-8
- sisters 14: Neue Liebe, alte Schätze. Loewe Verlag, 2004, ISBN 978-3-7855-4014-5
- sisters 15: Falsche Worte, wahre Freunde, Loewe Verlag, 2005, ISBN 978-3-7855-4015-2
- sisters 16: Ende gut, alles neu!. Loewe Verlag, 2006, ISBN 978-3-7855-4016-9

### In Zusammenarbeit mit C. Bieniek
- Wer liebt hier wen? Arena Verlag, 2007. ISBN 978-3-401-02993-1
- Liebe streng verboten!. Arena Verlag, 2008. ISBN 978-3-401-02334-2

Serie: Leas Liebes GmbH
- Herz und Schmerz und Sauerampfer. Arena Verlag, 2003. ISBN 978-3-401-05482-7
- Falsche Dates und wahre Liebe. Arena Verlag, 2003. ISBN 978-3-401-05483-4
- Amor im Urlaub. Arena Verlag, 2004. ISBN 978-3-401-05484-1
- Liebe macht kurzsichtig. Arena Verlag, 2004. ISBN 978-3-401-05485-8

### In Zusammenarbeit mit C. Bieniek und M. Jablonski
Serie: Das Insel-Internat
- Fünf Mädchen legen los. Egmont Franz Schneider Verlag, 2001, ISBN 978-3-505-11585-1, Neuauflage S. Fischer Verlag, ISBN 978-3-596-80523-5
- Jungs und andere fremde Wesen. Egmont Franz Schneider Verlag, 2001, ISBN 978-3-505-11586-8, Neuauflage S. Fischer Verlag, ISBN 978-3-596-80524-2
- Ran an den Schatz. Egmont Franz Schneider Verlag, 2001, ISBN 978-3-505-11587-5, Neuauflage S. Fischer Verlag, ISBN 978-3-596-80525-9
- Die fiese Krise. Schneiderbuch, Egmont Franz Schneider Verlag, 2002, ISBN 978-3-505-11667-4, Neuauflage S. Fischer Verlag, ISBN 978-3-596-80527-3
- Der Freundinnen-Test. Egmont Franz Schneider Verlag, 2002, ISBN 978-3-505-11668-1, Neuauflage S. Fischer Verlag, ISBN 978-3-596-80526-6
- Der Superstar. Egmont Franz Schneider Verlag, 2002, ISBN 978-3-505-11669-8, S. Fischer Verlag, ISBN 978-3-596-80528-0
- Der blinde Passagier: S. Fischer Verlag, 2007, ISBN 978-3-596-80675-1

Serie: Ein Pferd für alle Fälle
- Rache für Michelangelo. Egmont Franz Schneider Verlag, ISBN 978-3-505-11801-2, Neuauflage Fischer Taschenbuch Verlag, ISBN 978-3-596-80827-4
- Bleib im Sattel, Cowboy. Egmont Franz Schneider Verlag, ISBN 978-3-505-11787-9, Neuauflage Fischer Taschenbuch Verlag, ISBN 978-3-596-80829-8
- Tatort Pferdestall. Egmont Franz Schneider Verlag, ISBN 978-3-505-11788-6, Neuauflage Fischer Taschenbuch Verlag, ISBN 978-3-596-80828-1
- Rodeo auf Lancelot, Egmont Franz Schneider Verlag, ISBN 978-3-505-11803-6, Neuauflage Fischer Taschenbuch Verlag, ISBN 978-3-596-80830-4
- Der Pferde-Deal. Egmont Franz Schneider Verlag, ISBN 978-3-505-11976-7, Neuauflage Fischer Taschenbuch Verlag, ISBN 978-3-596-80831-1

Serie: Zwei echte Profis
- Neun Entführungen und ein Todesfall. 2000, Hardcover: Ueberreuter Verlag, ISBN 978-3-8000-2788-0, Taschenbuch: Carlsen Verlag, ISBN 978-3-551-36254-4
- Der geschmuggelte Ring. 2000, Hardcover: Ueberreuter Verlag, ISBN 978-3-8000-2789-7, Taschenbuch: Carlsen Verlag, ISBN 978-3-551-36255-1
- Die verschwundene Ophelia. 2001, Hardcover: Ueberreuter Verlag, ISBN 978-3-8000-2790-3, Taschenbuch: Carlsen Verlag, ISBN 978-3-551-36256-8
- Ein charmanter Schwindler. 2001, Hardcover: Ueberreuter Verlag, ISBN 978-3-8000-2791-0, Taschenbuch: Carlsen Verlag, ISBN 978-3-551-36257-5
- Jagd auf den Pillendieb. 2002, Hardcover: Ueberreuter Verlag, ISBN 978-3-8000-2854-2, Taschenbuch: Carlsen Verlag, ISBN 978-3-551-36258-2
- Die Spur des Katers. 2002, Hardcover: Ueberreuter Verlag, ISBN 978-3-8000-2853-5, Taschenbuch: Carlsen Verlag, ISBN 978-3-551-36259-9

### Übersetzungen
- Brian James: Zombie Blond. cbj Verlag, 2009. ISBN 978-3-570-30583-6 (Originaltitel: Zombie Blondes!)
- Katherine Paterson: Die Brücke nach Terabithia. Ravensburger Buchverlag, 2007. ISBN 978-3-473-34716-2 (Originaltitel: Bridge to Terabithia)
- Kjartan Poskitt: Urgum der Barbar. Mit Illustrationen von Philip Reeve. cbj Verlag, 2008. ISBN 978-3-570-13382-8 (Originaltitel: Urgum the Axeman)
- Kjartan Poskitt: Urgum – Wettkampf der Barbaren. Mit Illustrationen von Philip Reeve. cbj Verlag, 2009. ISBN 978-3-570-13419-1 (Originaltitel: Urgum and the Seat of Flames)
- Conn Iggulden: Vorsicht Tollins! – Wer mag schon Feen?. cbj Verlag, 2011. ISBN 978-3-570-13891-5 (Originaltitel: Tollins – Explosive Tales for Children)
- Ahmet Zappa: Die fabelhaften Monsterakten der furchtlosen Minerva McFearless. Ravensburger Buchverlag, 2011. ISBN 978-3-473-52436-5 (Originaltitel: The Monstrous Memoirs of a Mighty McFearless)
- Narinder Dahmi: Die Sari Sisters 1: Bollywood ist überall. 2006 Ravensburger Buchverlag ISBN 978-3-473-52305-4 (Originaltitel: Bindi Babes 1)
- Narinder Dahmi: Die Sari Sisters 2: Leben wie in Bollywood. 2007 Ravensburger Buchverlag ISBN 978-3-473-52320-7 (Originaltitel: Bindi Babes 2)
- Narinder Dahmi: Die Sari Sisters 3: Liebe wie in Bollywood. 2007 Ravensburger Buchverlag ISBN 978-3-473-52330-6 (Originaltitel: Bindi Babes 3)
- Tegan + Sara Quin: Junior High – Chaos im Doppelpack. ArsEdition 2024, ISBN 978-3845855912 (Originaltitel: Junior High)
- Alice Oseman: Lovesong. Loewe Graphix 2022, ISBN 978-3743212190 (Originaltitel: Lovesong)
- Alica Oseman: Heartstopper 1. Loewe Graphix 2022, ISBN 978-3-7432-0936-7 (Originaltitel: Heartstopper, Volume 1)
- Alica Oseman, Heartstopper 2. Loewe Graphix 2022, ISBN 978-3-7432-0937-4 (Originaltitel: Heartstopper, Volume 2)
- Alica Oseman, Heartstopper 3. Loewe Graphix 2022, ISBN 978-3-7432-1282-4 (Originaltitel: Heartstopper, Volume 3)
- Alica Oseman, Heartstopper 4. Loewe Graphix 2022, ISBN 978-3-7432-1283-1 (Originaltitel: Heartstopper, Volume 4)

## Filmografie

### Kinofilme
- Hier kommt Lola! Bavaria Filmverleih- und Produktions GmbH, Constantin Film, Deutschland 2010, Regie: Franziska Buch, Drehbuch: Vanessa Walder[26]
- Conni & Co. Producers at Work Film GmbH, Barefoot Films, Warner Bros. Germany, Deutschland 2015, Regie: Franziska Buch, Drehbuch: Vanessa Walder[27]
- Conni & Co 2 – Das Geheimnis des T-Rex. Producers at Work Film GmbH, Barefoot Films, Warner Bros. Germany, Deutschland 2017, Regie: Til Schweiger, Drehbuch: Vanessa Walder[28]
- Bayala - A Magical Adventure. Ulysses Film GmbH, Universum Filmverleih, Deutschland 2017, Drehbuch: Vanessa Walder[29]
- Klassentreffen 1.0 – Die unglaubliche Reise der Silberrücken. Produzent: Christian Specht, Jahr: 2018, Verleih: Warner Bros., Script Consultant: Vanessa Walder
- Lieber Kurt. Mr. Brown Entertainment, Filmwelt, Deutschland 2022, Regie: Til Schweiger, Drehbuch: Vanessa Walder